# Ezo (gruppo musicale)
Gli Ezo, precedentemente conosciuti come Flatbacker, sono stati un gruppo musicale heavy metal giapponese, attivo dal 1984 al 1990.

## Storia
La band, originaria di Sapporo, nacque nel 1984 sotto il nome di Flatbacker. Con questo nome pubblicarono la prima demo Minagoroshi, e successivamente due album con la casa discografica JVC Victor Invitation: Sensou il 31 ottobre 1985 ed Esa nel febbraio 1986. La formazione era composta dal cantante Masaki Yamada, il chitarrista Shoyo Iida, il bassista Taro Takahashi e Hirotsugu Honma alla batteria. L'immagine degli Ezo era fortemente ispirata al look del fenomeno statunitense dell'hair metal, e comprendeva chiome cotonate, maschere teatrali e make-up. Il nome Ezo, venne adottato ispirandosi al nome storico dell'isola giapponese di Hokkaidō, isola dove crebbero i membri della band. In questo periodo l'heavy metal vendeva bene in Giappone e la band ottenne una buona notorietà, ma decisero di concentrarsti sul pubblico statunitense. Poco dopo migrarono negli Stati Uniti in New Jersey  firmando subito per la Geffen Records. Il debutto discografico sotto il nome di Ezo avvenne nel gennaio 1987, periodo d'uscita dell'omonimo Ezo, che venne prodotto da Gene Simmons dei Kiss e da Val Garay (già produttore di artisti come James Taylor, Kim Carnes, Linda Ronstadt, The Motels e Neil Diamond). Alcuni contributi nel songrwiriting vennero da Jaime St. James, all'epoca frontman dei Black N'Blue (band gestita anch'essa da Simmons) e da Adam Mitchell, songwriter per i Kiss. A seguito dell'uscita del debut, gli Ezo supportarono il tour americano dei Great White, dopo, tra il 16 ottobre e il 1º novembre '87 seguirono 13 date al fianco dei Guns N'Roses. Il disco omonimo entrò nella classifica di Billboard, guadagnando la posizione n° 150. Nel maggio 1989 la band pubblicò il secondo album dal titolo di Fire Fire. Questo venne prodotto da Stefan Galfas, e vedrà come special guest ai backing vocal il cantante dei Grim Reaper Steve Grimmett. I tour videro la band supportare i Dirty Looks, gli Helloween, gli Skid Row e i Tuff. Fire, Fire fallì le vendite, e la Geffen conseguentemente bocciò la band. Il quartetto, senza un contratto discografico, si sciolse definitivamente nel luglio 1990.
Il cantante Masaki Yamada raggiunse i giapponesi Loudness nel 1992 e Homma lo raggiunse un paio d'anni più tardi. Yamada registrò diversi album con i Loudness: Loudness (1992), Heavy Metal Hippies (1994), Ghetto Machine (1997), Dragon (1998) e Engine (1999) prima che la formazione originale si riunisse nel 2000 provocando l'abbandono di Yamada e Honma. Il disco Once and for All include una cover degli Ezo del brano House Of 1,000 Pleasures.
Dal 2000 Homma è il nuovo batterista degli Anthem, che il bassista Naoto Shibata decise di riformare proprio in seguito al loro allontanamento dai Loudness. Yamada e Homma avevano in cantiere una nuova collaborazione, dal nome Snake Bites. Per motivi sconosciuti il progetto non ha però mai visto la luce.
Nel 2001 Masaki è entrato a far parte come bassista di un piccolo gruppo giapponese a New York, i Goro, ma dopo un breve periodo ha lasciato anche questa band per unirsi l'anno successivo ai Firesign, un gruppo underground composto da musicisti giapponesi e stranieri, e con il quale ha pubblicato un album nel 2007. Anche qui copre il ruolo di bassista e cori.

## Formazione
- Masaki Yamada - voce
- Shoyo Iida - chitarra
- Taro Takahashi - basso
- Hirotsugu Homma - batteria

## Discografia

### Album (come Flatbacker)
- SensouSensou (1985)
- Esa (1986)

### Album (come Ezo)
- Ezo (1987)
- Fire Fire (1989)

## Videografia

### Video (come Flatbacker)
- War Is Over (1986, VHS)
- War Is Over & Clips (2004, DVD)

### Video (come Ezo)
- Ezo (1987, VHS)
- EZO Returns (2004, DVD)